# Ouamri
Ouamri (în arabă عوامرى) este o comună din provincia Médéa, Algeria.
Populația comunei este de 15.978 de locuitori (2008).